# Brooklyn Decker
Brooklyn Danielle Decker (Kettering, Ohio, 12 d'abril de 1987), és una model estatunidenca, coneguda per les seves aparicions a Sports Illustrated Swimsuit Issue, incloent-hi la portada de l'edició 2010. A més de treballar per Victoria's Secret per a la col·lecció "Swim" 2010, ha treballat en televisió amb aparicions com a convidada a Chuck, Ugly Betty i Royal Pains. Està casada amb el tennista Andy Roddick.